# Hamlet har da blå øjne
Hamlet har da blå øjne er en dansk dokumentarfilm fra 1990 instrueret af Søren Steen Jespersen efter eget manuskript.

## Handling
En film om Tukak Teatret, et grønlandsk teater, der bor ved den jyske vestkyst.